# 青木一郎
青木 一郎（あおき いちろう）は、日本の財務官僚。内閣官房内閣審議官（室長）や、東京税関長等を歴任。特定非営利活動法人証券・金融商品あっせん相談センター長、一般社団法人第二種金融商品取引業協会専務理事を経て、西日本旅客鉄道株式会社特別顧問。

## 人物・経歴
愛知県名古屋市出身。愛知県立旭丘高等学校から東京大学文科一類に入学。東京大学法学部卒業後、1979年大蔵省入省（同期入省に加藤勝信財務大臣）。主税局調査課配属。1981年大阪国税局調査部。1982年大臣官房調査企画課。1983年証券局資本市場課。1985年土浦税務署長。
1986年厚生省年金局企画課長補佐。1988年銀行局総務課長補佐（日本銀行・企画）。1992年大臣官房金融検査部審査課長補佐。1995年大臣官房企画官（主税局総務課）。1996年地方分権推進委員会事務局参事官。1998年金融監督庁監督部銀行監督課金融会社室長。1999年関東財務局理財部長。2000年内閣官房内閣参事官。2003年内閣府沖縄振興局総務課長。2005年スタンフォード大学客員研究員。2007年内閣官房行政改革推進室次長兼内閣官房行政改革推進本部事務局次長。
2009年大阪税関長。2010年内閣官房内閣審議官（内閣官房副長官補付・室長）兼国土交通省大臣官房審議官。2012年独立行政法人中小企業基盤整備機構理事（財務・資金運用担当）。2014年東京税関長。2015年大臣官房付、退官。
2015年特定非営利活動法人証券・金融商品あっせん相談センター専務理事兼センター長。2019年一般社団法人第二種金融商品取引業協会専務理事。2024年西日本旅客鉄道株式会社（JR西日本）特別顧問。

## 著書・論文等
- 'Decentralization and Intergovernmental Finance in Japan.' Discussion Paper Series No.08A-04, Policy Research Institute, Ministry of Finance JAPAN（財務省財務総合研究所ディスカッション・ペーパー2008年11月 08A-04)
- 『税関概説』日本関税協会 2018年
- 『ADR法10年－その成果と課題』NBL1092号 2017年 山本和彦、青木一郎、垣内秀介、高畑敬信、藤田正人、藤原誠、渡辺晃
- 『金融ADRの実務』特定非営利活動法人証券・金融商品あっせん相談センター 2019年